# Gholamreza Takhti
Gholam Reza Takhti (em persa:غلامرضا تختی, , Teerão, 27 de agosto de 1930 – Teerão, 7 de janeiro de 1968) foi um lutador de luta livre iraniano.

## Carreira
Foi vencedor da medalha de ouro na categoria de 79-87 kg em Melbourne 1956.
Foi vencedor da medalha de prata na categoria de 73-79 kg em Helsínquia 1952.
Foi vencedor da medalha de prata na categoria de 79-87 kg em Roma 1960.